# Kelly Lynch
Kelly Lynch (Golden Valley, 31 de gener de 1959) és una actriu i model estatunidenca.

## Trajectòria
Lynch va néixer a Golden Valley, Minnesota, filla de Barbara, una ballarina contemporània, i de Robert Lynch, un restaurador. Va assistir al Guthrie Theater. Va treballar com a auxiliar de vol després de deixar la universitat. Va treballar com a model per a Elite Model Management abans de començar la seva carrera com a actriu.
Després de diversos papers petits, Lynch va ser escollida per al llargmetratge Cocktail (1988). El 1989, Lynch va actuar al costat de Patrick Swayze a la pel·lícula d'acció Road House i, també, va ser nominada a l'Independent Spirit Award a la millor actriu per la seva interpretació al drama criminal Drugstore Cowboy, dirigit per Gus Van Sant. També va ser nominada a l'Independent Spirit Award per The Beans of Egypt, Maine (1994). Va rebutjar el paper de Catherine Tramell a Instint bàsic (1992). Més tard, Lynch va tenir papers protagonistes en diverses pel·lícules independents i va coprotagonitzar diversos llargmetratges de Hollywood com Desperate Hours (1990), La petita Sue (1991), Tres de cors (1993), Delictes imaginaris (1994), Virtuosity (1995)), Presoners del cel (1996), Mr. Magoo (1997) i Homegrown (1998). A la dècada del 2000, Lynch va tenir papers secundaris a les pel·lícules Els àngels de Charlie (2000), Joe Somebody (2001) i The Jacket (2005).
Lynch està casada amb el productor i escriptor Mitch Glazer des del 1992 i té una filla, Shane, nascuda el 1985 d'una relació anterior.

## Filmografia

### Cinema
| Any  | Títol                                            | Paper                            | Notes                                                        |
| ---- | ------------------------------------------------ | -------------------------------- | ------------------------------------------------------------ |
| 1983 | Portfolio                                        | Elite Model                      |                                                              |
| 1985 | Osa                                              | Osa                              |                                                              |
| 1988 | Nits de neó (Bright Lights, Big City)            | Elaine                           |                                                              |
| 1988 | Cocktail                                         | Kerry Coughlin                   |                                                              |
| 1989 | Warm Summer Rain                                 | Kate                             |                                                              |
| 1989 | Road House                                       | Dr. Elizabeth "Doc" Clay         |                                                              |
| 1989 | Drugstore Cowboy                                 | Dianne                           | Nominada—Independent Spirit Award for Best Female Lead       |
| 1990 | Desperate Hours                                  | Nancy Breyers                    |                                                              |
| 1991 | La petita Sue (Curly Sue)                        | Grey Ellison                     |                                                              |
| 1993 | Tres de cors (Three of Hearts)                   | Connie Czapski                   |                                                              |
| 1993 | For Better and for Worse                         | Catherine Vernet                 | Telefilm                                                     |
| 1994 | Delictes imaginaris (Imaginary crimes)           | Valery Weiler                    |                                                              |
| 1994 | The Beans of Egypt, Maine                        | Roberta Bean                     | Nominada—Independent Spirit Award for Best Supporting Female |
| 1995 | Virtuosity                                       | Madison Carter                   |                                                              |
| 1995 | Atrapat (White Man's Burden)                     | Marsha Pinnock                   |                                                              |
| 1996 | Presoners del cel (Heaven's Prisoners)           | Annie Robicheaux                 |                                                              |
| 1996 | Persons Unknown                                  | Amanda                           |                                                              |
| 1997 | Cold Around the Heart                            | Jude Law                         |                                                              |
| 1997 | Mr. Magoo                                        | Luanne LeSeur/Prunella Pagliacci |                                                              |
| 1998 | Homegrown                                        | Lucy                             |                                                              |
| 1999 | Brotherhood of Murder                            | Susan Martinez                   | Telefilm                                                     |
| 2000 | Els àngels de Charlie (Charlie's Angels)         | Vivian Wood                      |                                                              |
| 2001 | Joe Somebody                                     | Callie Scheffer                  |                                                              |
| 2002 | The Slaughter Rule                               | Evangeline Chutney               |                                                              |
| 2002 | Searching for Debra Winger                       | Ella mateixa                     | Documental                                                   |
| 2003 | Homeless to Harvard: The Liz Murray Story        | Jean Murray                      | Telefilm                                                     |
| 2003 | Dallas 362                                       | Mary                             |                                                              |
| 2005 | At Last                                          | Sara Wood                        |                                                              |
| 2005 | The Jacket                                       | Jean Price                       |                                                              |
| 2005 | Cyber Seduction: His Secret Life                 | Diane Petersen                   | Telefilm                                                     |
| 2005 | Welcome to California                            | Susanna Smith                    |                                                              |
| 2006 | The Visitation                                   | Morgan Elliot                    |                                                              |
| 2007 | Normal Adolescent Behavior                       | Helen Meyer                      |                                                              |
| 2008 | Visual Acoustics                                 | Ella mateixa                     | Documental                                                   |
| 2009 | The Perfect Age of Rock 'n' Roll                 | Maggie                           |                                                              |
| 2009 | A Good Funeral                                   | Junior                           |                                                              |
| 2010 | Kaboom                                           | Nicole                           |                                                              |
| 2010 | Passion Play                                     | Harriet                          |                                                              |
| 2012 | A Dark Plan                                      | Caren                            |                                                              |
| 2012 | The Oyler House: Richard Neutra's Desert Retreat | Herself                          | Documental                                                   |
| 2014 | Glass Chin                                       | Mae Graham                       |                                                              |
| 2014 | Seattle Road                                     | Aunt Patty                       |                                                              |
| 2015 | The Frontier                                     | Luanne                           |                                                              |
| 2015 | Kepler's Dream                                   | Amy                              |                                                              |
| 2020 | On the Rocks                                     | sense acreditar                  |                                                              |

### Televisió
| any             | Títol          | Paper                | Notes                              |
| --------------- | -------------- | -------------------- | ---------------------------------- |
| 1986            | The Equalizer  | Bartender            | Episodi: "Prelude"                 |
| 1987            | The Hitchhiker | Teresa / Melissa     | Episodei: "Joker"                  |
| 1987            | Miami Vice     | Lori 'Blondie' Swann | Episodi: "Death and the Lady"      |
| 1995            | Fallen Angels  | Lola                 | Episodi: "Red Wind"                |
| 2001            | Ally McBeal    | Gloria Albright      | Episodi: "Boy's Town"              |
| 2004–2005       | Fatherhood     | Angie Bindlebeep     | 26 episodis                        |
| 2004–2005, 2009 | The L Word     | Ivan Aycock          | Paper recurrent, paper de convidat |
| 2008            | The Cleaner    | Erica Smith          | Episodi: "Rebecca"                 |
| 2010–2011       | 90210          | Laurel Cooper        | Paper recurrent, 15 episodis       |
| 2011            | Memphis Beat   | Marie Minetti        | Episodi: "Identity Crisis"         |
| 2012–2013       | Magic City     | Meg Bannock          | Paper recurrent, 13 episodis       |
| 2017            | Mr. Mercedes   | Deborah Hartsfield   | Paper principal, 10 episodis       |